# Chersonisos Rodopou
Chersonisos Rodopou este o arie protejată (arie de protecție specială avifaunistică — SPA) din Grecia întinsă pe o suprafață de 2.864 ha, integral pe uscat.

## Localizare
Centrul sitului Chersonisos Rodopou este situat la coordonatele 35°39′22″N 23°44′30″E / 35.656141°N 23.741652°E.

## Înființare
Situl Chersonisos Rodopou a fost declarat arie de protecție specială avifaunistică în octombrie 2002 pentru a proteja 20 de specii de animale.

## Biodiversitate
Situată în ecoregiunea mediteraneană, aria protejată nu include niciun habitat protejat.
La baza desemnării sitului se află mai multe specii protejate de  păsări (20): ciocârlie-de-câmp (Alauda arvensis), lăstunul mare (Apus apus), stârc cenușiu (Ardea cinerea), șorecarul comun (Buteo buteo), ciocârlie-cu-degete-scurte (Calandrella brachydactyla), caprimulg (Caprimulgus europaeus), prepeliță (Coturnix coturnix), lăstun de casă (Delichon urbicum), Falco eleonorae, șoim călător (Falco peregrinus), muscar-gulerat (Ficedula albicollis), rândunică (Hirundo rustica), sfrâncioc roșiatic (Lanius collurio), ciocârlie de pădure (Lullula arborea), vrabie negricioasă (Passer hispaniolensis), viespar (Pernis apivorus), corcodel mare (Podiceps cristatus), turturică (Streptopelia turtur), Sylvia ruppeli, Tachymarptis melba